# 五角 (印地安納州)
五角（英語：Five Corners）是位於美國印地安納州邁阿密縣的一個鬼鎮。由於此地已於1870年被荒廢，本地已無人居住。

## 地理
五角的座標為40°56′43″N 86°09′34″W / 40.94528°N 86.15944°W，而該地的平均海拔高度為255米（即837英尺）。